# ميرسي كور
ميرسي كور (بالإنجليزية: Mercy Corps)‏ هي منظمة مساعدات إنسانية غير حكومية دولية تعمل في المناطق التي مرت أو كانت تمر بأشكال مختلفة من عدم الاستقرار الاقتصادي والبيئي والاجتماعي والسياسي. تدعي المنظمة أنها ساعدت أكثر من 220 مليون شخص على النجاة من النزاعات الإنسانية والسعي إلى تحسين سبل العيش وتقديم التنمية المستدامة لمجتمعاتهم. في عام 2019 استقال كبير الموظفين بعد الكشف العلني عن تقاعس المنظمة منذ فترة طويلة عن الاعتداء الجنسي على ابنته من شريكه المؤسس.
تقترح ميرسي كور مهمة «التخفيف من المعاناة والفقر والقمع من خلال مساعدة الناس على بناء مجتمعات آمنة ومنتجة وعادلة». حاليًا تشير المنظمة إلى أنها تعمل في 38 دولة بما في ذلك أفغانستان وجمهورية إفريقيا الوسطى وميانمار والصومال مع برامج تركز في عدد من القطاعات الإنسانية التي تتراوح من إدارة النزاعات والأطفال والشباب إلى الزراعة والأمن الغذائي.